# Cloezia
Cloezia es un género con 5 especies y un híbrido perteneciente a la familia Myrtaceae, fue descrito en 1863. Es endémico de Nueva Caledonia. Está relacionado con Thaleropia, Tristania y Xanthomyrtus.

## Especies
- Cloezia aquarum
- Cloezia artensis
- Cloezia buxifolia
- Cloezia deplanchei
- Cloezia floribunda
- Cloezia × glaberrima